# YVA (gruppo musicale)
YVA (acronimo di Ypatingai Viliojanti Atrakcija) è stato un girl group lituano formatosi nel 2005 e scioltosi nel 2011. È stato costituito dalle cantanti Natalija Ivanova, Kristina Ivanova, Gintarė Valaitytė e Ieva Stasiulevičiūtė.

## Storia del gruppo
Le YVA hanno pubblicato il loro album in studio d'esordio, intitolato Berniukams, nel 2005. Al disco hanno fatto seguito Katytės (2006), Blondinės (2007) e Į dangų (2009). Da Blondinės è stata estratta Panelė verta milijono, pubblicata nel 2022 in collaborazione con Remis Retro; il brano, che ha finito per raggiungere la vetta della Singlų Top 100, è stato certificato platino dalla AGATA con oltre 40 000 unità vendute. In precedenza, il gruppo ha anche provato a diventare il rappresentante lituano all'Eurovision Song Contest 2009, tenutosi a Mosca, prendendo parte alla selezione nazionale, dove hanno raggiunto le semifinali.

## Formazione
Ultima
- Natalija Ivanova – voce
- Kristina Ivanova – voce
- Gintarė Valaitytė – voce
- Ieva Stasiulevičiūtė – voce

Ex componenti
- Goda Sabutytė – voce

## Discografia

### Album in studio
- 2005 – Berniukams
- 2006 – Katytės
- 2007 – Blondinės
- 2009 – Į dangų

### Raccolte
- 2010 – Geriausių dainų albumas

### Singoli
- 2022 – Panelė verta milijono (con Remis Retro)